# Абижа
Абижа — река в России, протекает по Псковскому району Псковской области. Впадает в Псковское озеро. В диалекте местных жителей чаще называется «Аби́жка», а в СМИ иногда ошибочно Обижа.

## География и гидрология
Длина реки составляет 14 км.
В долине реки расположены населённые пункты Молгово, Обижа, Задолье, Струково и Погорелка, а также садовые товарищества Псковитянка и Калиновщина.

## Археология
В 2011 году в реке был найден танк времён Второй мировой войны.

## Данные водного реестра
По данным государственного водного реестра России, относится к Балтийскому бассейновому округу, водохозяйственный участок реки — к водным объектам бассейна оз. Чудско-Псковское без р. Великая. Относится к речному бассейну реки Нарва (российская часть бассейна).
Код объекта в государственном водном реестре — 01030000312102000027619.